# Another Phase
Another Phase is het debuutalbum van de Noorse zangeres Maria Mena
De cd is alleen uitgebracht in Noorwegen. De cd kwam uit op 22 april 2002. Op het album staat onder andere het nummer "My Lullaby", dat Maria Mena op 11-jarige leeftijd schreef over haar moeder en dat een grote hit werd in Noorwegen. Het album werd platina in Noorwegen.
Another Phase is niet in Nederland uitgebracht.

## Tracklist
1. Free (4:00)
2. Blame It on Me (3:26)
3. My Lullaby (2:45)
4. Sleep to Dream (3:38)
5. Monday Morning (4:05)
6. Pale People (4:38)
7. They Smoke a Lot (1:45)
8. Crowded Train (3:50)
9. Bye Bye (3:52)
10. Ugly (3:36)
11. Those Who Caved In (3:55)
12. Better Than Nothing (3:40)